# Rudolf Bärtich
Rudolf Bärtich (* 24. Juni 1876 in Mannheim; † 1947 in Dresden) war ein deutscher Violinist und sächsischer Hofkonzertmeister.
Rudolf Bärtich war ein Sohn des Hofmusikers Edmund Bärtich, der ihn im Violinen- und Klavierspiel sowie Harmonie unterrichtete. Im Alter von 6 Jahren trat er erstmals öffentlich auf, studierte als Gymnasiast Violine bei Konzertmeister H. Schuster und wurde mit 14 Jahren 1. Geiger der Großherzoglichen Badener Hoftheater-Kapelle. Bärtich setzte seine Violinenstudien bei Professor Hermann in Frankfurt am Main fort und wurde an die Königliche Kapelle Wiesbaden engagiert.
Von 1898 bis 1900 war Bärtich Konzertmeister bei den Berliner Philharmonikern. Von 1900 bis 1940 wirkte er als erster Konzertmeister der Sächsischen Staatskapelle Dresden. Bärtich unterrichtete an der Orchesterschule der Sächsischen Staatskapelle Violine.
Bärtich bildete zusammen mit Otto Wunderlich (2. Violine), Richard Rokohl (Viola) und Walter Schilling (Violoncello) das Bärtich-Quartett. Mit dem Dresdener Pianisten Walther Bachmann und dem Violoncellisten Arthur Stenz bildete Rudolf Bärtich das Klaviertrio Bachmann, Bärtich, Stenz, das regelmäßig Konzerte im Dresdener Neustädter Kasino gab.
Bärtich wirkte auch als Komponist, so komponierte er Stücke für Harmoniemusik (u. a. ein „Capriccio“, Ouvertüre) und Lieder für Gesang mit Klavierbegleitung.